# Lynx (vehículo blindado de combate Rheinmetall)
El Lynx es un vehículo blindado de combate desarrollado por  Rheinmetall Landsysteme (parte de la división de sistemas de vehículos de Rheinmetall ). 
Configurado como un vehículo de combate de infantería KF31 (IFV, por sus siglas en inglés), se presentó públicamente en la exposición de defensa de Eurosatory el 14 de junio de 2016, la variante KF41 se dio a conocer públicamente en la exposición de defensa de Eurosatory el 12 de junio de 2018.
La familia Lynx de vehículos blindados con orugas está a la vanguardia de una nueva tendencia en el diseño de IFV hacia vehículos blindados con costos unitarios y de vida útil más bajos y menor complejidad.
Uno de los principios clave del concepto Lynx es la integración de subsistemas comprobados con un alto nivel de preparación tecnológica para reducir el tiempo de desarrollo, el costo y el riesgo técnico.

## Galería

Variantes de la familia Lynx
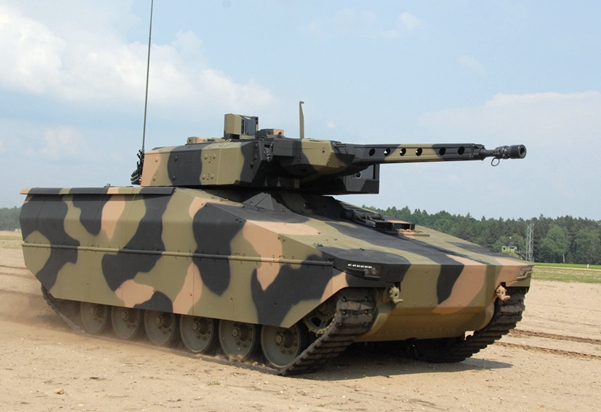
Lynx KF31 en colores del ejército australiano.
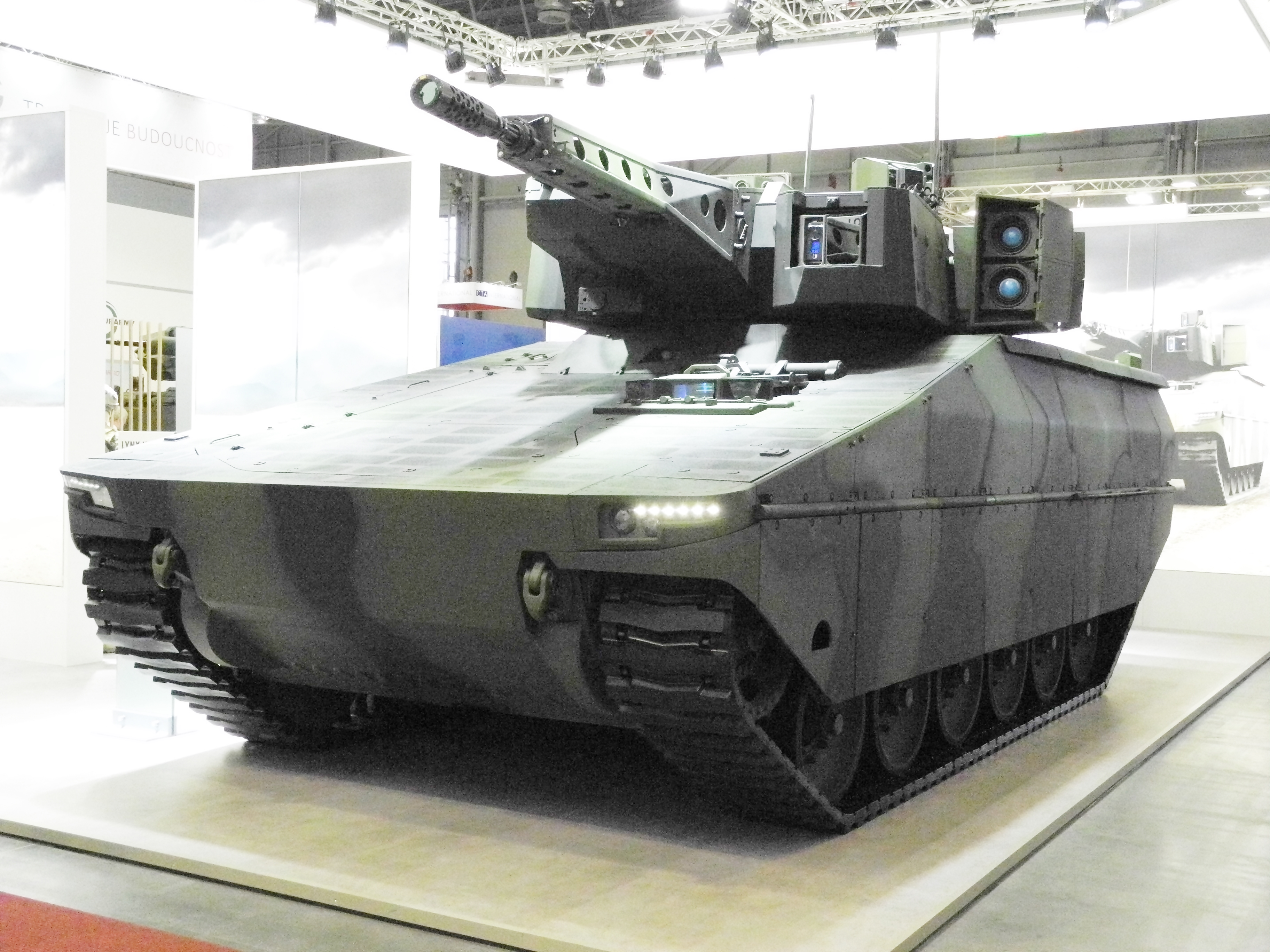
Vista frontal del Lynx KF31 como se muestra en IDET 2017 en la República Checa.
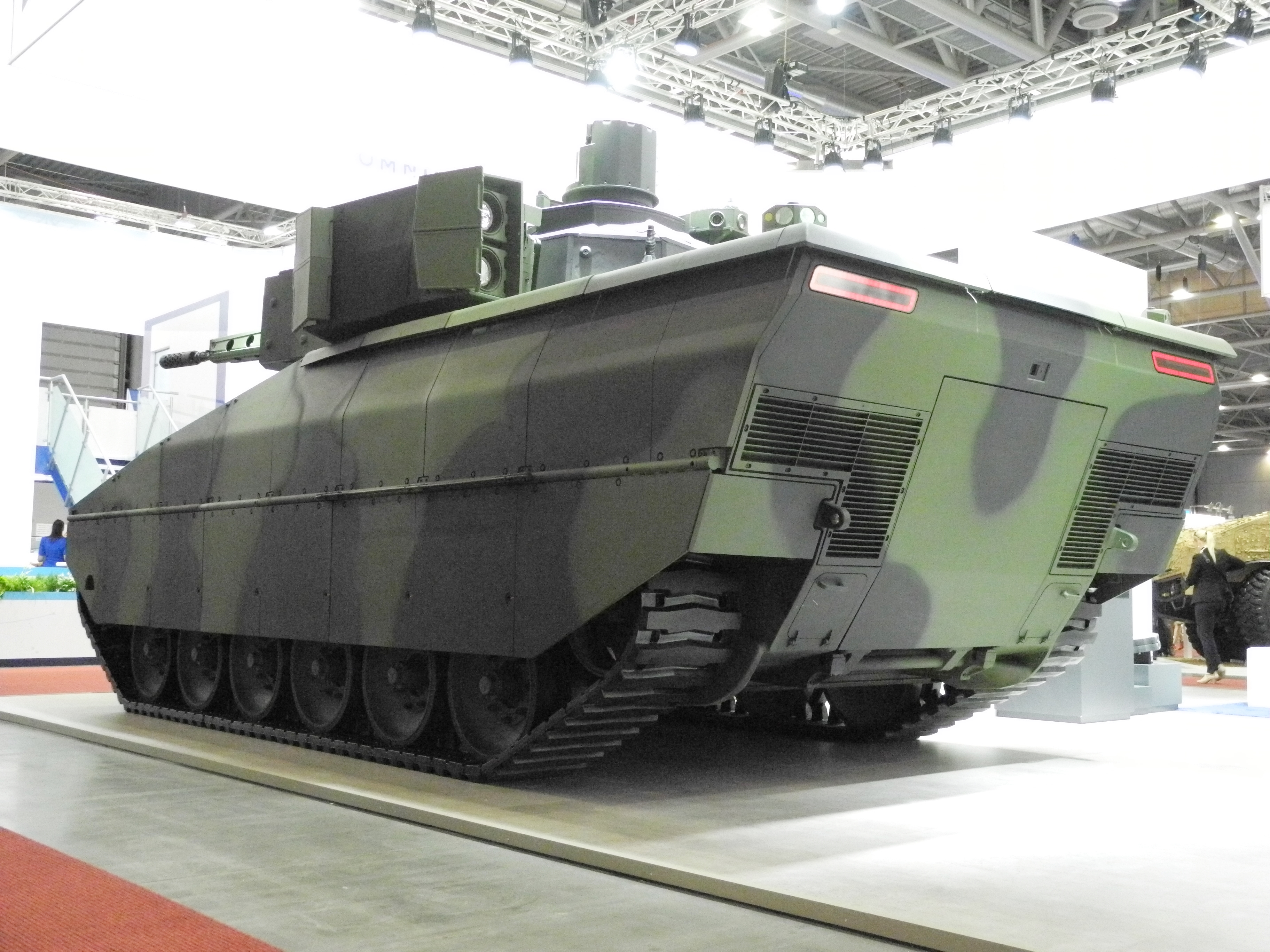
Vista trasera de tres cuartos del Lynx KF31 como se muestra en IDET 2017 en la República Checa.
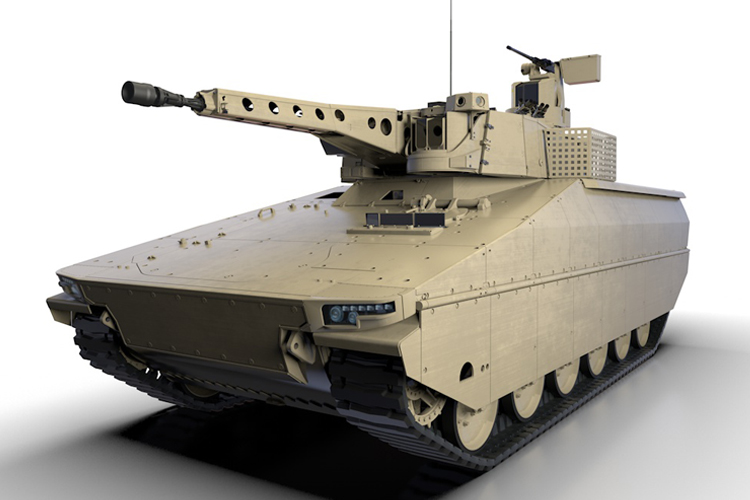
Lynx en configuración de reconocimiento.
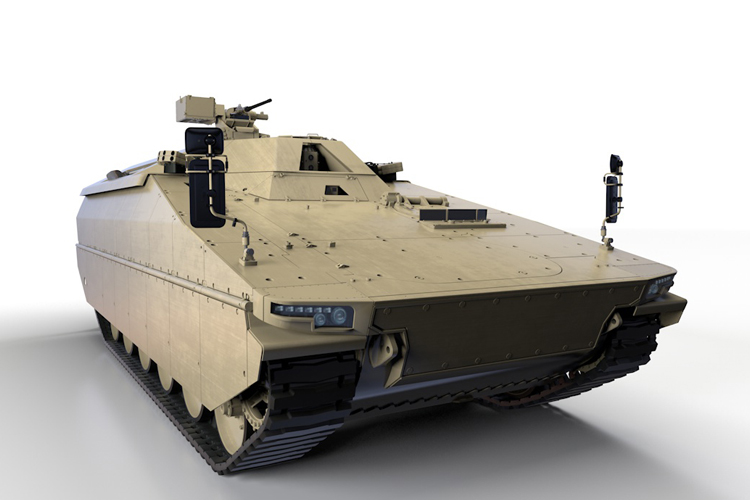
Lynx en la configuración de transporte blindado de personal (APC).
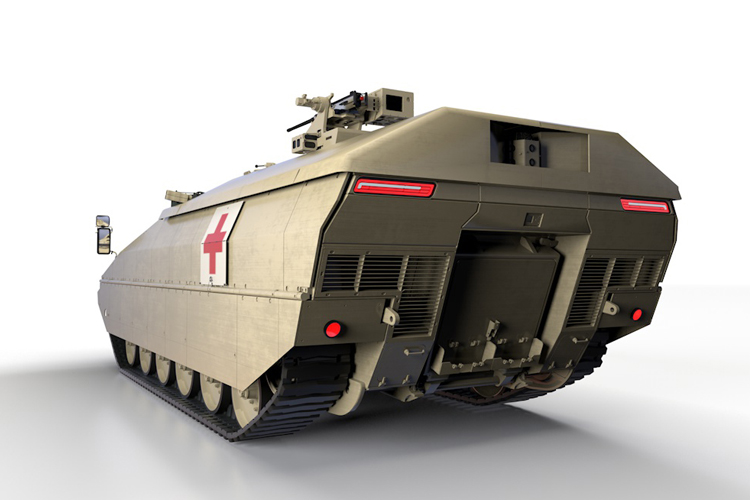
Lynx en configuración de ambulancia.
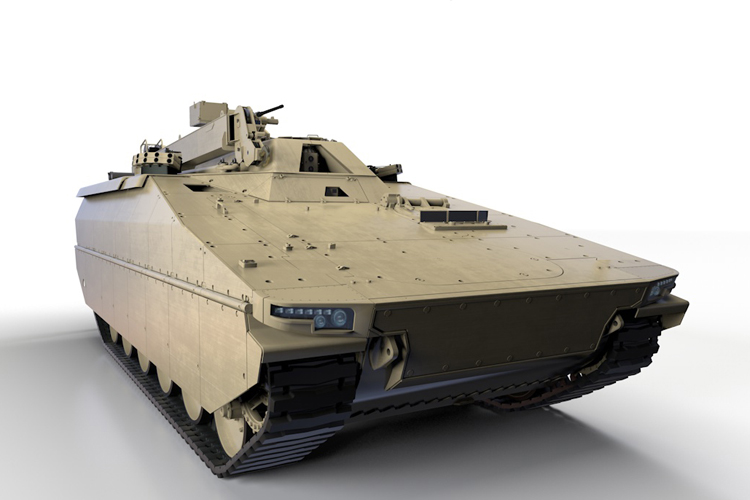
Lynx en la configuración de reparación y recuperación.
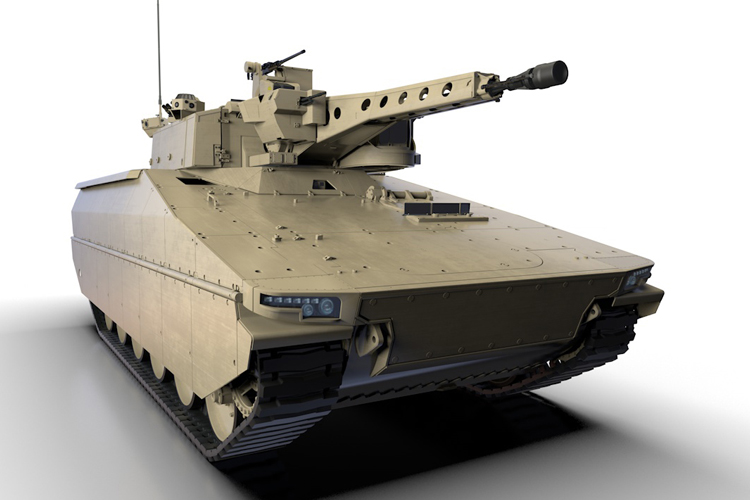
Lynx en la configuración de comando y control.
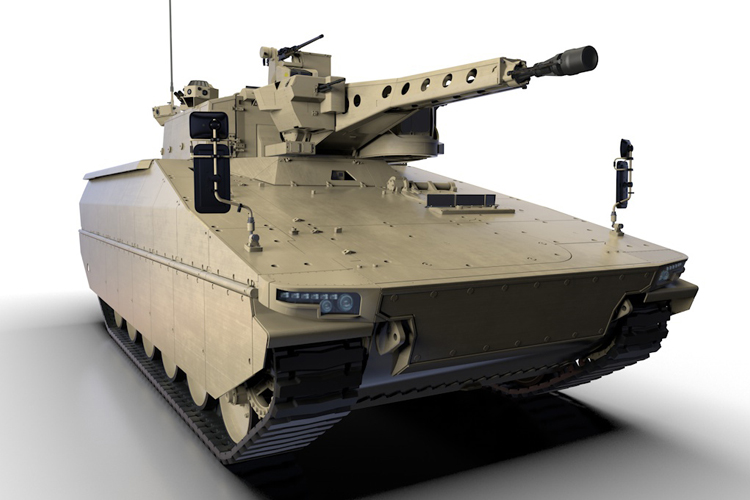
Lynx en configuración de infantería de combate.

## Desarrollo
La familia Lynx ha sido diseñada como un vehículo blindado con orugas altamente protegido para llenar un vacío identificado en el mercado por Rheinmetall. 
Rheinmetall ha ofrecido el Lynx a la Fuerza de Defensa Australiana para la Fase 3 del programa Land 400, luego de que haya presentado con éxito el vehículo blindado con ruedas  Boxer para la Fase 2 del mencionado programa. 
La compañía también ha ofrecido el Lynx al  Ejército Checo, que está buscando reemplazar una flota de BVP-2. 
El 4 de junio de 2018, Rheinmetall emitió un comunicado de prensa en el que informaba que el Lynx KF41 más grande debutaría dos veces en diferentes configuraciones en la próxima exhibición de defensa Eurosatory, más tarde en ese mismo mes.
Tras la presentación en configuración de IFV el 12 de junio, el vehículo se reconfiguró como una variante de comando, que se presentó el 13 de junio. 
La primera configuración sería como un vehículo de combate de infantería con la nueva torreta LANCE 2.0, y luego, después de volver a montar en el sitio, configurada como variante de comando.

## Diseño
La característica en el corazón del concepto de diseño de Lynx es la separación y modularidad del vehículo en dos partes principales: el vehículo básico y la misión especializada y el equipo de rol. 
Las variantes específicas se construirán alrededor de un casco común y conjuntos de movilidad y componentes de protección comunes, a los que se agregarán funciones y equipos específicos de la misión según sea necesario. 
Este enfoque de diseño combina las ventajas funcionales, de costo y de vida útil de una estructura modular, y las ventajas de peso, espacio y costo de un diseño de casco integral.

## Movilidad
El paquete de energía ubicado en la parte delantera derecha consta de un motor diésel Liebherr acoplado a una transmisión Allison X300 serie 6F/1R o Renk. 
El motor diésel Liebherr es del tipo common rail y está equipado con un turbocompresor de dos etapas y un intercooler de dos etapas. 
El escape (derecha) y el enfriamiento del motor (izquierda) se dirigen a la parte trasera del vehículo para reducir su firma térmica y acústica. 
Los mandos finales se montan en la parte delantera y los piñones locos con tensores de oruga se montan en la parte trasera. 
El tren de rodaje tiene seis estaciones de ruedas de carretera por lado, que guían una pista de tipo de banda de goma ligera o segmentada de acero. 
Las ruedas de carretera con ruedas de goma se montan en un sistema de suspensión que comprende brazos oscilantes con barras de torsión convencionales y sistemas de amortiguación, esta configuración ha demostrado ser confiable y rentable. 
Los parámetros de movilidad incluyen una gradabilidad de al menos 60%, una capacidad de desplazamiento de pendiente lateral de al menos 30%, la capacidad de ascender (hacia adelante) un obstáculo vertiocal de 1 m, la capacidad de cruzar una zanja de 2,5 m y una profundidad de vadeo sin preparación de 1,5 m.
El conductor está ubicado en la parte delantera izquierda del casco, con el compartimiento trasero de la tripulación diseñado como un espacio neutral para la misión con la incorporación de rieles en C y un patrón de puntos de fijación universales en las paredes y el piso, esto proporciona una configuración flexible para todos los equipos específicos de la misión. 
Entre los sistemas de refrigeración se coloca una gran rampa trasera de accionamiento eléctrico para una rápida entrada/salida de desmontajes.

## Protección
La armadura balística de acero del vehículo está diseñada para proteger al Lynx de armas antitanques, municiones de calibre medio, metralla de artillería y granadas de mano. El interior está equipado con un forro interior para proteger a la tripulación, mientras que el vehículo también cuenta con asientos desacoplados además de los paquetes de protección IED y mío que incluyen un piso doble. 
El sistema de calefacción, refrigeración y filtración nuclear, biológica y química se combina en un sistema de control ambiental que se encuentra en el patrocinador izquierdo ubicado detrás del sistema de refrigeración. 
Los conductos de aire conducen al piso y a una interfaz del conducto de aire en el extremo superior del casco. 
Se puede proporcionar protección activa adicional para ataques con ojivas de carga con forma utilizando el Sistema de Protección Activa de Rheinmetall AMAP-ADS; una gama de protección pasiva y ayudas defensivas también están disponibles, incluyen: un sistema de oscurecimiento rápido (ROSY), un sistema de advertencia de láser y un sistema de localización de disparo acústico. Estos se integran en la torreta Lance cuando se monta junto con el reconocimiento automático de objetivos y el seguimiento automático de objetivos.

## Armamento
El vehículo, tal como se muestra en Eurosatory 2016, está equipado con una torreta LANCE  que monta un cañón automático estabilizado, con alimentación externa, de calibre 30 mm o 35 mm, con soporte de municiones de aire comprimido, esto le permite al Lynx atacar objetivos a rangos de hasta 3,000 metros, tanto cuando está estático como cuando está en movimiento. 
El armamento principal del vehículo tiene una elevación de entre + 45˚ y −10˚ y tiene una velocidad de disparo controlada de 200 disparos por minuto. 
Montado coaxial a la derecha está la última ametralladora Rheinmetall (RMG) de 7,62 mm, que puede disparar munición estándar de la OTAN de 7,62 × 51 mm y tiene una velocidad máxima de disparo de 800 disparos por minuto, la torreta tiene respaldo manual en caso de fallo de alimentación. 
El vehículo también puede montar un lanzamisiles guiado antitanque opcional, el vehículo de demostración en Eurosatory 2016 fue equipado con un lanzador de doble ronda para el Misil Spike.

## Operadores
Hungría - El gobierno de Hungría ha ordenado 218 Lynx vehículo blindado de combate en 2020. La mayoría de los vehículos se fabricarán en Hungría. La fábrica en Hungría y los primeros vehículos fabricados en Alemania se entregarán en la segunda mitad de 2022.
El primer Lynx IFV de producción en serie se entregó oficialmente al ejército húngaro el 15 de octubre de 2022.

Ucrania- La compañía Rheinmetall en el periodo reciente, entregó a las fuerzas ucranianas, el primer vehículo de combate de infantería Lynx KF41. Esta unidad será evaluada por las fuerzas ucranianas a con el objetivo de determinar en el corto plazo la producción en serie de la primera tanda de blindados. 
Importante destacar que es una unidad ejemplar y en pruebas por y para las fuerzas armadas Ucranianas.

### Vehículos similares
- Marder
- Schützenpanzer Puma
- ZBD-97
- K-200/KIFV
 K-21 IFV
- M2/M3 Bradley
- AIFV
- /ASCOD Pizarro/ULAN
- AMX-10P
- Achzarit
  Namera
  Namer
  Nemer
- TAM VCTP
- Dardo
- Tipo 89 VCI
- VCI Anders
- FV510 Warrior
- BMP-3
  BMP-T
  T-15 Armata
  Kurganets-25 
  BTR-T
- Bionix VCI
- CV90/CV9030/CV9040